# Народно-революционная партия Восточного Туркестана
Народно-революционная партия Восточного Туркестана (уйг. شەرقىي تۈركىستان خەلق ئىنقىلابى پارتىيىسى, Shärqiy Turkistan Khälq Inqilawi Partiyisi‎) — коммунистическая партия уйгуров, основана во время культурной революции в Китае. Партия работала над тем, чтобы спровоцировать вторую Революцию Трех Округов, чтобы создать независимую Восточно-Туркестанскую Республику на территории Синьцзяна/Восточного Туркестана, с идеологией марксизма-ленинизма. Во внутренней публикации Китайской Народной Республики в 1990-х годах эта организация была описана как самый серьезный «сепаратистский контрреволюционный заговор» с 1949 года. Получала поддержку от СССР и от его союзников в период советско-китайского раскола и пограничных конфликтов (например, у посёлка Дулаты или озера Жаланашколь).

## История
НРПВТ была основана в 1969 году или ранее в Синьцзяне, Китай. Он состоял в основном из уйгуров, но также имел небольшое количество казахских бойцов. Согласно китайскому историку Чжан Юйси, НРПВТ могла быть тайно создана в 1963 году. Бывшие члены партии утверждали, что в 1969 году участников было около 60 000 членов и 178 подпольных отделений; однако это не было подтверждено третьей стороной.
После неудавшегося восстания в 1969 году НРПВТ постепенно ослабла из-за арестов большинства их вооруженных бойцов и многих из их членов, отправляющихся в изгнание. Партия обвинила Советский Союз в «отсутствии приверженности» своему делу. Распалась в 1989 году.